# Wojciech Billip
Wojciech Billip (ur. 6 czerwca 1965 w Warszawie) – polski aktor teatralny i filmowy.
Absolwent Państwowej Wyższej Szkoły Teatralnej w Warszawie, którą ukończył w 1987 roku. W latach 1987–1990 występował w warszawskim Teatrze Rampa, natomiast od 1990 roku jest aktorem Teatru Syrena w Warszawie

## Filmografia
- 1996: Ekstradycja 2 – spiker w tv (tylko głos) (nie występuje w napisach) (odc.7)
- 1999: Miodowe lata − Jacek Walczak (odc. 32)
- 2000: 13 posterunek 2 (odc. 13)
- 2000–2001: Miasteczko − policjant
- 2000–2006: Klan − przedstawiciel firmy farmaceutycznej „Medex Polska” (sezon 2000/01); barman w barze, w którym upił się Jerzy Chojnicki (sezon 2005/06)
- 2000: Twarze i maski − zięć Kujawy (odc. 6)
- 2001: Marszałek Piłsudski − oficer informujący Piłsudskiego o zdobyciu Wilna (odc. 6)
- 2001: Na dobre i na złe − Seweryn Keller, mąż Magdy (odc. 59)
- 2001: Wiedźmin − łaziebny grający w „trzy kubki”
- 2002: Wiedźmin − łaziebny grający w „trzy kubki” (odc. 11 i 12)
- 2002–2010: Samo życie − rzecznik prasowy Komendy Głównej Policji
- 2002: Sfora − recepcjonista w hotelu (odc. 3)
- 2003–2010: Na Wspólnej − 2 role: Maciek, współpracownik Weroniki; szef firmy, w której Michał próbował zdobyć pracę
- 2004: Pensjonat pod Różą − Adam (odc. 19)
- 2004–2009: Plebania − Leszek, partner Izy, z którą potem się rozstał
- 2004: Stacyjka − lekarz w szpitalu (odc. 2, 3, 6)
- 2005: Egzamin z życia − urzędnik (odc. 10)
- 2005–2006: Kryminalni − Nowacki, ojciec Jacka (odc. 14); policjant przy pubie (odc. 56)
- 2007: Ekipa − mecenas Rolicki (odc. 10)
- 2007: M jak miłość − lekarz (odc. 550)
- 2007: Odwróceni − policjant (odc. 6)
- 2008: Skorumpowani − komisarz Radwański
- 2008: Twarzą w twarz 2 – policjant sprawdzający czy generał Kempiński żyje (nie występuje w napisach) (odc.13)
- 2008: Skorumpowani − komisarz Radwański
- 2011: Ojciec Mateusz − Zygmunt Szargut (odc. 78)
- 2011–2013: M jak miłość − 2 role: lekarz (odc. 856), Zbigniew Korcz (odc. 977, 992, 994 i 1005)
- 2011: Linia życia − ordynator
- 2012: Prawo Agaty − aktor Zbigniew Rybacki (odc. 28)
- 2014: Barwy szczęścia – szef Marczaka (odc. 1115)